# Котельников, Владимир Александрович
Влади́мир Алекса́ндрович Коте́льников (24 августа [6 сентября] 1908, Казань, Российская империя — 11 февраля 2005 года, Москва, Россия) — советский и российский учёный в области радиофизики, радиотехники, электроники, информатики, радиоастрономии и криптографии. Один из основоположников советской секретной радио- и телефонной связи. Академик АН СССР/РАН (1953), вице-президент АН СССР (1970—1988). Дважды Герой Социалистического Труда (1969, 1978). Лауреат Ленинской премии (1964), двух Сталинских премий первой степени (1943, 1946). 

## Биография
Родился 24 августа (6 сентября) 1908 года в Казани в семье русского и советского математика и механика Александра Петровича Котельникова (1865—1944).
Дедом Владимира был математик, доктор философии, профессор Казанского университета Пётр Иванович Котельников (1809—1879). В 1926 году поступил в МВТУ имени Н. Э. Баумана, где преподавал его отец. На последних курсах перешёл в Московский энергетический институт (МЭИ), который окончил в 1930 году.
Работал инженером в Центральном институте связи НКПиТ. С 1931 года был зачислен в аспирантуру МЭИ; в том же году возглавил группу в Институте связи, занимавшуюся разработкой передачи шифрованного сигнала на большие расстояния.
В 1938—1939 годах руководил двумя лабораториями по засекречиванию телеграфной и телефонной информации. На принципах, разработанных Котельниковым, была создана шифровальная телеграфная аппаратура «Москва». После создания этой аппаратуры с 1939 года В. А. Котельникову была поручена задача создания шифратора для засекречивания речевых сигналов с повышенной стойкостью к дешифрованию для правительственной ВЧ-связи. Под руководством Котельникова, возглавившего созданную для этой цели лабораторию Дальней связи ГСПЭИ № 56 НКЭП, работали А. Л. Минц, К. П. Егоров, В. К. Виторский и другие специалисты-шифровальщики. С 1941 года коллектив эвакуировался в Уфу, где к работам подключилась группа специалистов, ранее решавшая подобные вопросы на ленинградском заводе «Красная Заря». В 1942 году разработка новой аппаратуры связи «Соболь-П» была закончена. После возвращения ГСПЭИ-56 в Ленинград в 1943 году В. А. Котельников перешёл в ЦНИИ Наркомата связи, одновременно работая в МЭИ. Член ВКП(б) с 1948 года.
В дальнейшем занимал должности декана радиотехнического факультета МЭИ (1947—1953), директора и главного конструктора ОКБ МЭИ (1948—1953), заместителя директора и директора (1954—1988) ИРЭ АН СССР. Заведующий кафедрой основ радиотехники МЭИ (1953—1980). Академик АН СССР (23.10.1953). Вице-президент и первый вице-президент АН СССР (с 4 марта 1970 по 27 сентября 1988 года), член совета старейшин Российской инженерной академии, почётный член Международной инженерной академии. Иностранный член Болгарской АН (1987). С 1981 года возглавлял Совет по международному сотрудничеству в области исследования и использования космического пространства в мирных целях при АН СССР (Совет «Интеркосмос»), с 1992 по 2001 годы — секцию «Международное сотрудничество („Интеркосмос“)» Совета РАН по Космосу. Действительный член, вице-президент Международной академии астронавтики.
Депутат Верховного Совета РСФСР (1971—1980; с 30 июля 1973 года по 25 марта 1980 года — председатель Верховного Совета РСФСР, в 1979—1989 годах — депутат Совета национальностей Верховного Совета СССР 10—11-го созывов. При этом с 24 июня 1980 года был Председателем Комиссии по науке и технике Совета Национальностей Верховного Совета СССР. С 2003 года — почётный доктор МЭИ.
Был одним из академиков АН СССР, подписавших в 1973 году письмо учёных в газету «Правда» с осуждением «поведения академика А. Д. Сахарова». В письме Сахаров обвинялся в том, что он «выступил с рядом заявлений, порочащих государственный строй, внешнюю и внутреннюю политику Советского Союза», а его правозащитную деятельность академики оценивали как «порочащую честь и достоинство советского учёного».
Умер 11 февраля 2005 года на 97-м году жизни. Похоронен в Москве на Кунцевском кладбище.

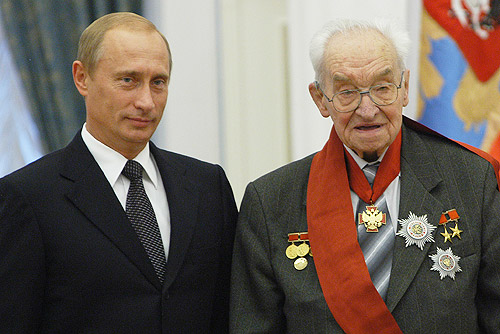
Владимир Котельников, октябрь 2003

## Семья
Жена Анна Ивановна Богацкая (1916—1990).
Дети Александр (1940—2000), Наталия (1942—2010), Марина (по мужу — Королёва, род. 1956).

## Научные достижения

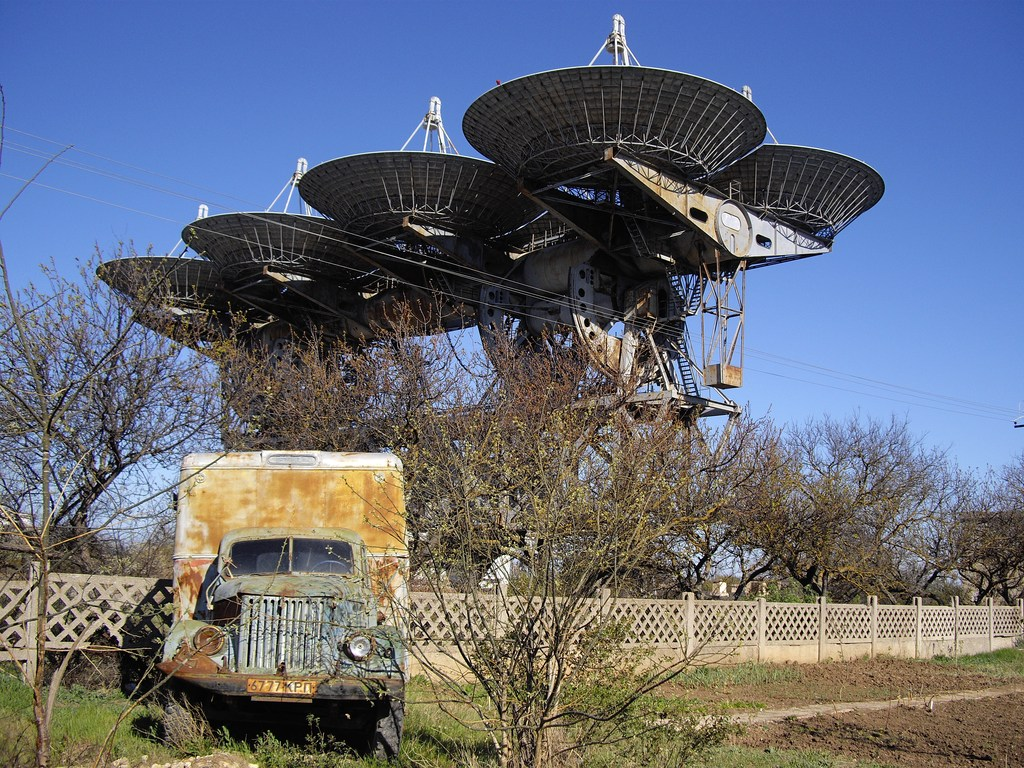
Первый советский планетный радиолокатор

Основные труды В. А. Котельникова посвящены проблемам совершенствования методов радиоприёма, изучению радиопомех и разработке методов борьбы с ними. К его крупнейшим научным достижениям, оказавшими существенное влияние на развитие мировой науки, следует отнести создание в 1933 году теоремы отсчётов, которая в русскоязычной литературе носит его имя, а в англоязычной названа в честь Найквиста и Шеннона (Nyquist-Shannon sampling theorem), создание теории потенциальной помехоустойчивости, давшей учёным и инженерам инструмент для синтеза оптимальных систем обработки сигналов в системах связи, радиолокации, радионавигации и в других системах, а также разработку планетных радиолокаторов и проведение с их помощью пионерских исследований в области радиолокационной астрономии, в том числе радиолокационных исследований Венеры, Марса и Меркурия.
Существует ошибочное мнение, что в конце 1940-х годов В. А. Котельников был научным руководителем «Марфинской шараги», описанной в романе А. И. Солженицына «В круге первом». С другой стороны, семь человек из коллектива, работавшего над аппаратурой «Москва», в своё время действительно были сотрудниками этой организации.
По словам Брюса Айзенстайна — президента международного Института инженеров электротехники и электроники, —

Котельников был выдающимся героем современности. Его заслуги признаются во всём мире. Перед нами гигант радиоинженерной мысли, который внёс самый существенный вклад в развитие средств массовой коммуникации.

## Награды
- Мемориальная доска на административном корпусе фрязинского филиала ИРЭ

- Орден «За заслуги перед Отечеством» I степени (21 сентября 2003) — «за выдающиеся достижения в развитии отечественной науки и многолетнюю плодотворную деятельность»[18]
- Орден «За заслуги перед Отечеством» II степени (6 июля 1998) — «за выдающиеся заслуги перед государством, большой личный вклад в развитие отечественной науки и подготовку высококвалифицированных кадров»[19]
- дважды Герой Социалистического Труда (1969, 1978)
- шесть орденов Ленина
- орден Октябрьской революции (5 сентября 1983)
- орден Трудового Красного Знамени
- орден «Знак Почёта»
- Золотая медаль имени А. С. Попова АН СССР — за фундаментальные исследования в области теории связи и радиолокации планет (1974)
- Большая золотая медаль имени М. В. Ломоносова АН СССР — за выдающиеся достижения в области радиофизики, радиотехники и электроники (1981)
- Золотая медаль имени М. В. Келдыша АН СССР — за цикл работ по исследованию космического пространства (1987)
- Золотая медаль имени А. Г. Белла — за выдающийся вклад в теорию сигналов (17 мая 2000)
- знак отличия «За заслуги перед Москвой» (26 августа 2003) — «за большой вклад в развитие отечественной науки и техники, подготовку научных кадров, многолетнюю плодотворную деятельность, способствующую социально-экономическому развитию Москвы»[20][21]
- Почётный знак ДОСААФ СССР (1964)[22]

### Премии
- Сталинская премия первой степени (1943) — за разработку аппаратуры высокочастотной голосовой правительственной связи с шифрованием.
- Сталинская премия первой степени (1946) — за создание новой аппаратуры связи[23]
- Ленинская премия (1964) — за радиолокационные исследования планет Венера, Меркурий и Марс
- премия Совета Министров СССР
- премия Международного научного фонда Эдуарда Рейна (Германия) в номинации «за фундаментальные исследования» за впервые математически точно сформулированную и доказанную в аспекте коммуникационных технологий теорему отсчётов (1999)

### Память

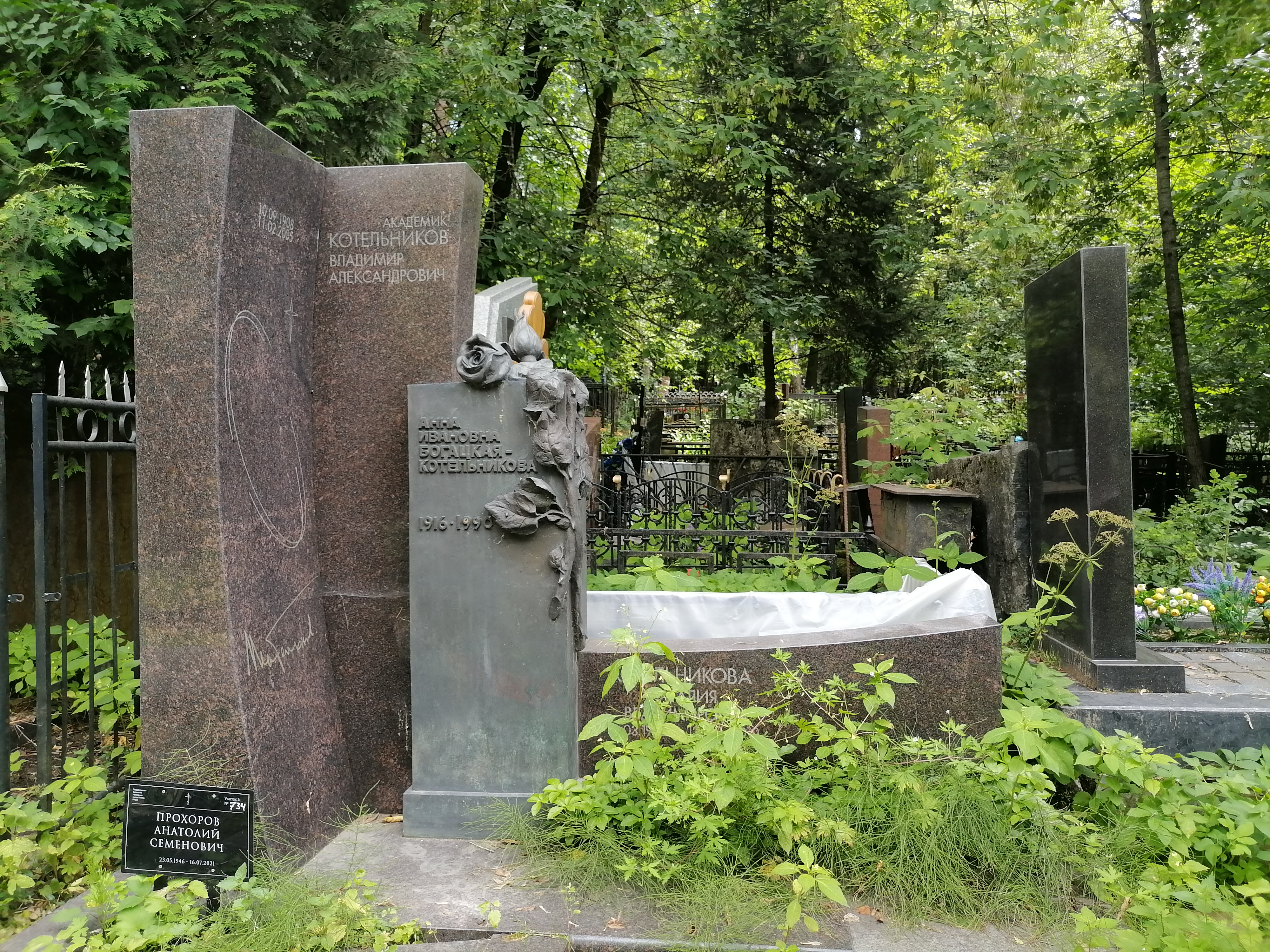
Захоронение В. А. Котельникова на Кунцевском кладбище

- Бронзовый бюст на родине дважды Героя Социалистического Труда в Казани[24]
- Именем В. А. Котельникова назван астероид № 2726 (в Международном каталоге — циркуляр № 9214)[25].
- Его имя носят военно-морское судно размагничивания «СР-72» Северного флота, Институт радиотехники и электроники РАН, а также институт в составе НИУ «МЭИ»[26]

### Публикации о Котельникове В. А.
- Андреев, Н. Н. Основоположник отечественной засекреченной телефонной связи / Андреев, Н. Н., Петерсон, А. П., Прянишников, К. В. … [и др.] // Радиотехника. — 1998. — № 8.
- Богомолов, А. Ф. Вклад Особого конструкторского бюро Московского энергетического института в развитие отечественной ракетно-космической радиоэлектроники / Богомолов, А. Ф., Победоносцев, К. А. // Радиотехнические тетради / ОКБ МЭИ. — 1995. — № 7.
- Быховский, М. А. Круги памяти : (Очерки истории развития радиосвязи и вещания в XX столетии). — М. : Информационно-технический центр «Мобильные коммуникации», 2001. — (История электросвязи и радиотехники ; вып. 1).
- Быховский, М. А. Жизнь, наполненная умопостижением и действием. К 95-летию Владимира Александровича Котельникова // Электросвязь. — 2003. — № 9. — С. 43.
- Емельянов, Г. В. Гигант радиоинженерной мысли / Емельянов, Г. В., Ларин, Д. А., Бутырский, Л. С. // BIS Journal — Информационная безопасность банков. — 2013. — № 2/9 (16 мая).
- Зиновьев, А. Л. Мой учитель Котельников.
- Калачёв, П. В. В круге третьем : (воспоминания и размышления о работе Марфинской лаборатории в 1948—1951 годах) : мемуары. — М., 1999. — Гл. II : Период 1930—1940 гг. Начало работ по секретной телефонии. 2.1. Первые организации в стране, работавшие в области секретной телефонии.
- Колчинский И.Г., Корсунь А.А., Родригес М.Г. Астрономы: Биографический справочник. — 2-е изд., перераб. и доп. — Киев: Наукова думка, 1986. — 512 с.
- Ларин, Д. А. Защита информации и криптоанализ в СССР во время Сталинградской битвы // Вестник РГГУ : научный журнал. — 2012. — № 14 (94). — С. 11—29. — (Информатика. Защита информации. Математика). — ISSN 1998-6769.
- Соколов, А. В. Теория потенциальной помехоустойчивости как основа статистической радиотехники / Соколов, А. В., Филиппов, Л. И. // Радиотехника. — 1998. — № 8.
- Филиппов, Л. И. Наш золотой педагогический венец // Радиотехнические тетради / ОКБ МЭИ. — 1995. — № 7.
- Академик Владимир Александрович Котельников : (К 90-летию со дня рождения) // Радиотехника. — 1998. — № 8.
- Научная сессия Отделения физических наук Российской академии наук, посвящённая памяти академика Владимира Александровича Котельникова (22 февраля 2006) // Успехи физических наук. — 2006. — Т. 176, № 7. — С. 751—792.
- Bykhovskiy, Mark. The Life Filled with Cognition and Action :  [англ.] // IEEE Information Theory Society Newsletter. — 2009. — Vol. 59, no. 3. — P. 13—14.